# 中國共產黨台灣師範學院支部委員會
中國共產黨台灣師範學院支部委員會，簡稱師範學院支部、臺灣師範學院支部、學工委師院支部，是中國共產黨於第二次世界大戰結束後在台灣成立的學生工作組織，隸屬於中共臺灣省委學生工作委員會。由師範學院學生陳水木擔任書記，吸收吳瑞爐、賴裕傳、鄭澤雄，另有台北市工委吳思漢介紹陳金目陸續加入。師院支部由學生工作委員會書記徐懋德統一領導。

## 歷史

### 成立
師範學院支部是由學生工作委員會所發展，1947年8月，廖瑞發吸收的陳水木與陳炳基、楊廷椅、劉沼光組成學生工作委員會，其中陳水木負責發展師院支部。主要吸收成員有賴裕傳、鄭澤雄、吳瑞爐、陳金目等。

### 背景
1945年第二次世界大戰結束後，部分台籍青年如鍾浩東、郭琇琮、李蒼降、林如堉、李中志等同情中共遭遇，並對毛澤東提出的新民主主義所提的主張為工農勞苦民眾服務心生嚮往，甚至成立如新民主同志會等以新民主主義為名的組織。以此，在中國的知識份子之間開始出現大幅度地的左傾。1945年起，國民黨與共產黨的爭鬥益加劇烈，中共開始大量滲透到非淪陷區，及至1946年沈崇案發生後，國民黨政府聲望一落千丈，各地學潮不斷，大學生甚至為支援共產主義遊行並瘋狂引為風尚，此時期加入共產黨的台籍青年如吳克泰、陳炳基或滲透至台灣的學者如黃肅秋等，開始結合舊日在台的同志加入解放台灣的工作，以此至1947年二二八事件發生後，大量台籍菁英左傾，加上當時國民黨政府在中國戰事節節敗退，猶如風中殘燭，激起有志青年加入中共解放台灣的工作。

### 組織
台灣省立師範學院指的是國立臺灣師範大學，前身是日治時期的台北高校。早在1941年即有學生詹世平、蔡忠恕與郭琇琮從事反日地下活動。到1947年，陳水木與陳炳基、楊廷椅、劉沼光組成學生工作委員會。
師範學院支部起初由陳水木兼任書記，專做師院學生工作，1948年2月徐懋德領導學生工作委員會，陳水木工作範圍擴大，並吸收賴裕傳、鄭澤雄、曾清根、吳瑞爐、林希鵬等加入組織，1949年9月之後，師範學院支部交由張金丙，領導李錦文、陳毓川、林榮輝、王長春。1950年1月師院支部轉由楊廷椅領導，師院的成員因畢業、退學、逃亡等因素，散居中南部各地並將組織發展至高雄、嘉義、新竹、台中、台南。
賴裕傳負責學工委高雄支部，領導鄭澤雄、李松盛、林賜安、洪天復、林慧哲。
陳金目由吳思漢介紹加入，陳金目吸收林希鵬、邱奎壁、吳順天、王嘉興、黃采薇、陳金火，並負責學工委台南支部，領導黃玉坤、陳金河、邱世權、陳金火、紀經俊、王乃信。
葉城松負責嘉義支部，黨員有鄭文峰、葉金柱、邱媽寅、胡滄霖、王耀東、王耀勛、張壁坤等。
台中支部由曾木樹領導，黨員吳瑞爐、謝培元、陳東璧、林大裕、陳伯欣。
新竹支部由顏松樹領導，黨員林希鵬、黃華昌。

### 解散
1949年8月省工委發行的《光明報》被國民黨政府破獲。由於光明報的發行涉及省工委基隆市工作委員會，台大法學院支部首當其衝，多人遭約談，許多師院的成員因畢業、退學、逃亡到中南部。陳水木領導成員散居全省各地，師院支部轉由楊廷椅領導。
1950年2月中共臺灣省委書記蔡孝乾，1950年2月學工委書記徐懋德潛逃回大陸，學工委轉交由李水井帶領，5月李水井遭逮捕，學工委瓦解。賴裕傳、陳水木、楊廷椅等先後被捕，台灣師院學院支部至此瓦解。